# Universidade da Austrália Meridional
A Universidade da Austrália Meridional (em inglês: University of South Australia) é uma universidade localizada na Austrália Meridional, Austrália. Foi fundada em 1991. Em 2018, estava em 26º lugar no ranking da Times Higher Education World University Rankings das melhores Universidades com menos de 50 anos, a melhor da Austrália em qualidade da educação, e 22º no mundo em termos de impacto da investigação realizada.